# 北京国家会議センター
北京国家会議センター（ペキンこっかかいぎセンター）は、北京市のオリンピック公園にあるコンベンションセンター。北京オリンピックではフェンシング競技と近代五種競技のフェンシング種目が行われた。
同会議センターの近くには国際放送センターや、メインプレスセンターである北京国際メディアセンターもあり、大会終了後は商業施設に改装する予定。